# J-rol
El J-rol o videojuegos de rol japoneses es un género de videojuegos.

## Características
El J-rol es un género cercano al rol y se distingue porque:
- Su estética está fuertemente influenciada por el anime y el manga.
- Los personajes son vistosos y agradables a la vista. Si se trata del enemigo principal tendrá un diseño que lo haga resaltar.
- En ellos se suelen usar objetos místicos y algunos de la mitología japonesa, como la trifuerza en The Legend Of Zelda.

## Fama en el mundo del videojuego
Grandes empresas del J-rol eran Enix y Squaresoft, que se fusionaron para formar Square Enix, y por cierta influencia, las principales líderes en consolas y videojuegos: Sega, Nintendo o Sony, todas estas japonesas. Este tipo de videojuego puede tener como base un RPG, Rol de acción, Rol en tiempo real, pero el origen y el diseño de los personajes y escenarios lo distinguen.
Grandes videojuegos del género son, el Final Fantasy, que tiene de base un RPG (rol por turnos) hecho por Squaresoft, Dragon Quest, producido por Enix, o The Legend of Zelda. En el 2002, Square Enix inició la saga de Kingdom Hearts y continuó creando secuelas de Dragon Quest y Final Fantasy; Estos tres juegos de J-rol se lanzaron en el 1986, y MOTHER, lanzado en 1989